# 에두아르도 팔루

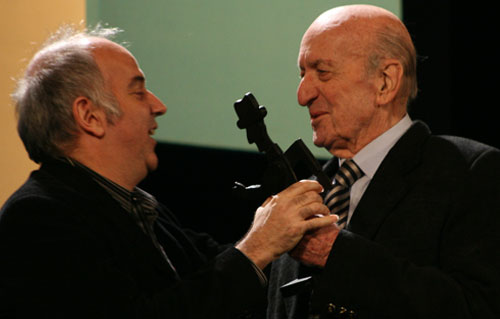
에두아르도 팔루(오른쪽)

에두아르도 팔루(Eduardo Falú, 1923년 ~ )는 유판키와 함께 세계적으로 널리 알려진 아르헨티나의 민요 예술가이다. 아르헨티나 북부 살타주에서 시리아 계 이민자의 아들로 출생해 어릴 때부터 기타를 다뤘으며, 후에는 부에노스아이레스로 나와 정식으로 기타를 공부했다. 그가 30살이 됐을 때, 자작곡인 <칸데라리아의 삼바>로 인정을 받았으며, 유럽 및 러시아 등으로 연주 여행을 해 현지인들의 호평을 받았다. 그의 테크닉은 유판키보다 우수하며, 클래식 기타의 감각을 크게 채택하여 폴클로레를 연주하거나 노래했다.